# 2025年末のラグビーユニオン国際試合
2025年末のラグビーユニオン国際試合は、2025年11月を中心に行われるラグビーユニオンの国際試合である。北半球では秋の国際試合となり、このうち、シックスネーションズ参加国の対戦（22試合）は「オータム・ネーションズ・シリーズ2025（Autumn Nations Series 2025、ANS 2025）」と位置づけられている。

## 遠征
日程の出典：、2025年8月20日現在。
この期間に遠征を行うチームは、以下の通り。特記がないものは、対戦相手国で実施する。
  は、「オータム・ネーションズ・シリーズ2025 Autumn Nations Series 2025）」として シックス・ネーションズ・ラグビーが主催する22試合である。他は、通常の国際試合。
| 遠征チーム       | 対戦相手と結果                  | 対戦相手と結果                        | 対戦相手と結果   | 対戦相手と結果   | 対戦相手と結果 | 対戦相手と結果 | 備考  |
| 遠征チーム       | 10月25日(土)                    | 11月1日(土)                           | 11月8日(土)～    | 11月15日(土)～   | 11月22日(土)～ | 11月29日(土)   | 備考  |
| ---------------- | ------------------------------- | ------------------------------------- | ---------------- | ---------------- | -------------- | -------------- | ----- |
| 日本             | オーストラリア · 日本国内で対戦 | 南アフリカ共和国 · イングランドで対戦 | アイルランド ·   | ウェールズ ·     | ジョージア ·   |                | [ 4 ] |
| オーストラリア   | 日本 · 日本国内で対戦           | イングランド ·                        | イタリア ·       | アイルランド ·   | フランス ·     |                |       |
| ニュージーランド |                                 | アイルランド · アメリカ合衆国で対戦   | スコットランド · | イングランド ·   | ウェールズ ·   |                |       |
| アメリカ合衆国   |                                 | スコットランド ·                      |                  |                  |                |                |       |
| 南アフリカ共和国 |                                 | 日本 · イングランドで対戦             | フランス ·       | イタリア ·       | アイルランド · | ウェールズ ·   |       |
| アルゼンチン     |                                 |                                       | ウェールズ ·     | スコットランド · | イングランド · |                |       |
| フィジー         |                                 |                                       | イングランド ·   | フランス ·       |                |                |       |
| トンガ           |                                 |                                       |                  | スコットランド · |                |                |       |
| サモア           |                                 |                                       |                  | イタリア ·       |                |                |       |

## オータム・ネーションズ・シリーズ
オータム・ネーションズ・シリーズは、シックスネーションズ6か国（イングランド、アイルランド、スコットランド、ウェールズ、フランス、イタリア）へ、各国チームがヨーロッパ遠征で訪れて対戦するもので、シックス・ネーションズ・ラグビー主催のものを指す。

### 戦績
日程の出典：
2025年オータム・ネーションズ・シリーズ22試合における 欧州6か国の戦績をまとめると、下表のとおり。（対戦の後、勝敗とスコアを入れる）
| チーム         | 対戦相手と結果   | 対戦相手と結果   | 対戦相手と結果   | 対戦相手と結果   | 対戦相手と結果   | 備考 |
| チーム         | 11月1日(土)      | 11月8日(土)～    | 11月15日(土)～   | 11月22日(土)～   | 11月29日(土)     | 備考 |
| -------------- | ---------------- | ---------------- | ---------------- | ---------------- | ---------------- | ---- |
| アイルランド   | ニュージーランド | 日本             | オーストラリア   | 南アフリカ共和国 |                  |      |
| イングランド   | オーストラリア   | フィジー         | ニュージーランド | アルゼンチン     |                  |      |
| スコットランド | アメリカ合衆国   | ニュージーランド | アルゼンチン     | トンガ           |                  |      |
| フランス       |                  | 南アフリカ共和国 | フィジー         | オーストラリア   |                  |      |
| イタリア       |                  | オーストラリア   | 南アフリカ共和国 | サモア           |                  |      |
| ウェールズ     |                  | アルゼンチン     | 日本             | ニュージーランド | 南アフリカ共和国 |      |

## 対戦詳細

### 10月25日
| 2025年10月25日 | 日本 | v | オーストラリア | 国立競技場, 東京都新宿区 |
| 2025年10月25日 |      |   |                | 国立競技場, 東京都新宿区 |

### 11月1日
| 2025年11月1日 15:10 GMT | イングランド | v | オーストラリア | トゥイッケナム・スタジアム, イングランド,ロンドン |
| 2025年11月1日 15:10 GMT |              |   |                | トゥイッケナム・スタジアム, イングランド,ロンドン |

| 2025年11月1日 19:10 GMT | 南アフリカ共和国 | v | 日本 | ウェンブリー・スタジアム, イングランド,ロンドン |
| 2025年11月1日 19:10 GMT |                  |   |      | ウェンブリー・スタジアム, イングランド,ロンドン |

| 2025年11月1日 17:40 GMT | スコットランド | v | アメリカ合衆国 | マレーフィールド・スタジアム, スコットランド,エディンバラ |
| 2025年11月1日 17:40 GMT |                |   |                | マレーフィールド・スタジアム, スコットランド,エディンバラ |

| 2025年11月1日 15:10 CST | アイルランド | v | ニュージーランド | ソルジャー・フィールド, アメリカ合衆国,イリノイ州シカゴ |
| 2025年11月1日 15:10 CST |              |   |                  | ソルジャー・フィールド, アメリカ合衆国,イリノイ州シカゴ |

### 11月8日 - 9日
| 2025年11月8日 12:40 WET | アイルランド | v | 日本 | アビバ・スタジアム, アイルランド,ダブリン |
| 2025年11月8日 12:40 WET |              |   |      | アビバ・スタジアム, アイルランド,ダブリン |

| 2025年11月8日 15:10 GMT | スコットランド | v | ニュージーランド | マレーフィールド・スタジアム, スコットランド,エディンバラ |
| 2025年11月8日 15:10 GMT |                |   |                  | マレーフィールド・スタジアム, スコットランド,エディンバラ |

| 2025年11月8日 17:40 GMT | イングランド | v | フィジー | トゥイッケナム・スタジアム, イングランド,ロンドン |
| 2025年11月8日 17:40 GMT |              |   |          | トゥイッケナム・スタジアム, イングランド,ロンドン |

| 2025年11月8日 18:40 CET | イタリア | v | オーストラリア |  |
| 2025年11月8日 18:40 CET |          |   |                |  |

| 2025年11月8日 21:10 CET | フランス | v | 南アフリカ共和国 | スタッド・ド・フランス, フランス,パリ |
| 2025年11月8日 21:10 CET |          |   |                  | スタッド・ド・フランス, フランス,パリ |

| 2025年11月9日 15:10 GMT | ウェールズ | v | アルゼンチン | ミレニアム・スタジアム, ウェールズ,カーディフ |
| 2025年11月9日 15:10 GMT |            |   |              | ミレニアム・スタジアム, ウェールズ,カーディフ |

### 11月15日 - 16日
| 2025年11月15日 13:40 CET | イタリア | v | 南アフリカ共和国 |  |
| 2025年11月15日 13:40 CET |          |   |                  |  |

| 2025年11月15日 15:10 GMT | イングランド | v | ニュージーランド | トゥイッケナム・スタジアム, イングランド,ロンドン |
| 2025年11月15日 15:10 GMT |              |   |                  | トゥイッケナム・スタジアム, イングランド,ロンドン |

| 2025年11月15日 17:40 GMT | ウェールズ | v | 日本 | ミレニアム・スタジアム, ウェールズ,カーディフ |
| 2025年11月15日 17:40 GMT |            |   |      | ミレニアム・スタジアム, ウェールズ,カーディフ |

| 2025年11月15日 20:10 WET | アイルランド | v | オーストラリア | アビバ・スタジアム, アイルランド,ダブリン |
| 2025年11月15日 20:10 WET |              |   |                | アビバ・スタジアム, アイルランド,ダブリン |

| 2025年11月15日 21:10 CET | フランス | v | フィジー |  |
| 2025年11月15日 21:10 CET |          |   |          |  |

| 2025年11月16日 15:10 GMT | スコットランド | v | アルゼンチン | マレーフィールド・スタジアム, スコットランド,エディンバラ |
| 2025年11月16日 15:10 GMT |                |   |              | マレーフィールド・スタジアム, スコットランド,エディンバラ |

### 11月22日 - 23日
| 2025年11月22日 GET(UTC+4) | ジョージア | v | 日本 | ジョージア |
| 2025年11月22日 GET(UTC+4) |            |   |      | ジョージア |

| 2025年11月22日 15:10 GMT | ウェールズ | v | ニュージーランド | ミレニアム・スタジアム, ウェールズ,カーディフ |
| 2025年11月22日 15:10 GMT |            |   |                  | ミレニアム・スタジアム, ウェールズ,カーディフ |

| 2025年11月22日 17:40 WET | アイルランド | v | 南アフリカ共和国 | アビバ・スタジアム, アイルランド,ダブリン |
| 2025年11月22日 17:40 WET |              |   |                  | アビバ・スタジアム, アイルランド,ダブリン |

| 2025年11月22日 21:10 CET | イタリア | v | サモア |  |
| 2025年11月22日 21:10 CET |          |   |        |  |

| 2025年11月22日 21:10 CET | フランス | v | オーストラリア |  |
| 2025年11月22日 21:10 CET |          |   |                |  |

| 2025年11月23日 13:40 GMT | スコットランド | v | トンガ | マレーフィールド・スタジアム, スコットランド,エディンバラ |
| 2025年11月23日 13:40 GMT |                |   |        | マレーフィールド・スタジアム, スコットランド,エディンバラ |

| 2025年11月23日 16:10 GMT | イングランド | v | アルゼンチン | トゥイッケナム・スタジアム, イングランド,ロンドン |
| 2025年11月23日 16:10 GMT |              |   |              | トゥイッケナム・スタジアム, イングランド,ロンドン |

### 11月29日
| 2025年11月29日 15:10 GMT | ウェールズ | v | 南アフリカ共和国 | ミレニアム・スタジアム, ウェールズ,カーディフ |
| 2025年11月29日 15:10 GMT |            |   |                  | ミレニアム・スタジアム, ウェールズ,カーディフ |